# Летопись

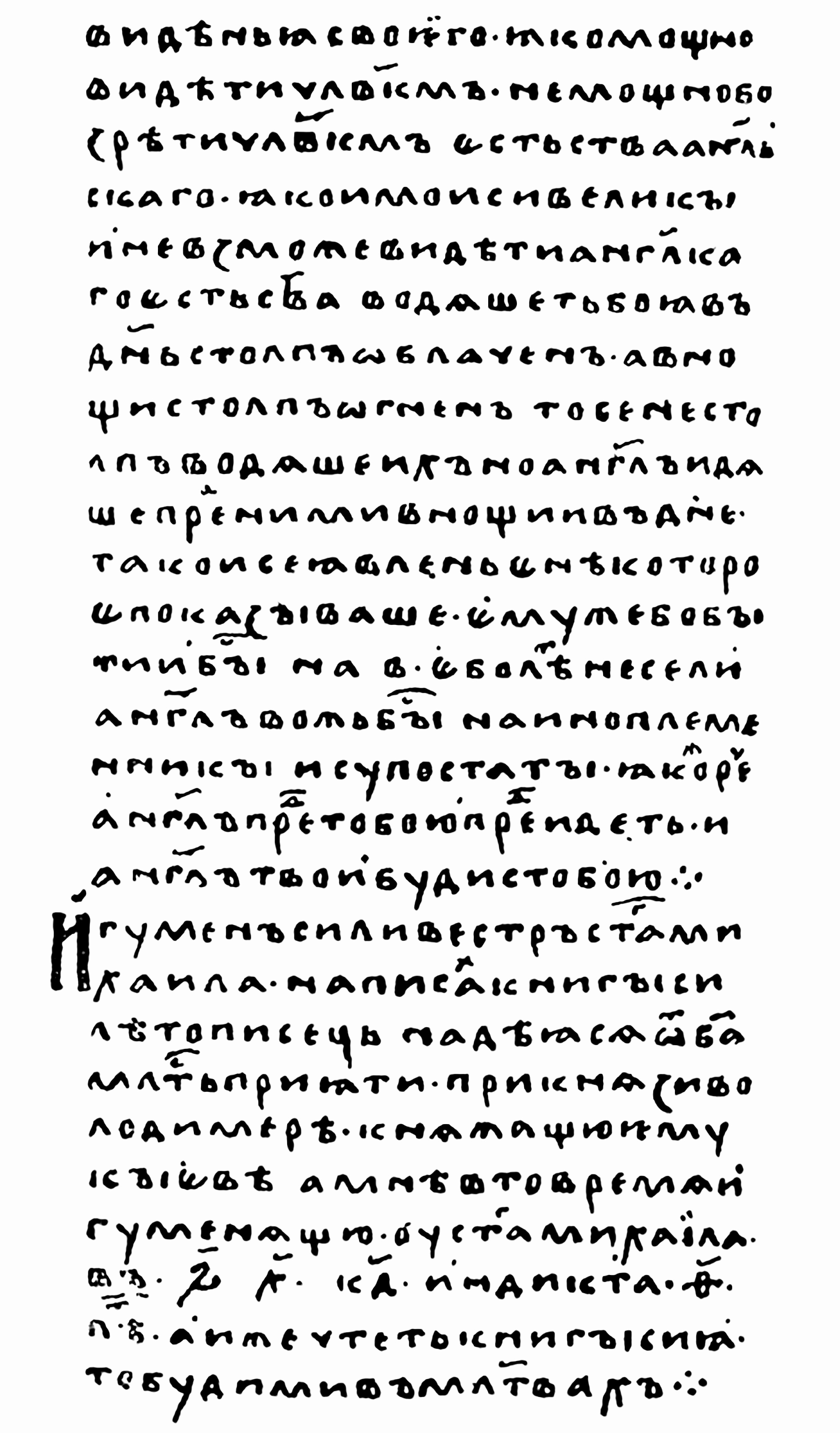
Лаврентьевская летопись

Ле́топись (или летописа́ние) — исторический жанр, представляющий собой погодовую, более или менее подробную запись исторических событий. Запись событий каждого года в летописях обычно начинается словами: «в лѣто …» (то есть «в году …»), отсюда название — летопись. В Византии аналоги летописи назывались хрониками, в Западной Европе в Средние века анналами и хрониками.
Русские летописи сохранились в большом количестве так называемых списков XIV—XVIII веков. Под списком подразумевается «переписывание» («списание») с другого источника. Списки эти по месту составления или по месту изображаемых событий исключительно или преимущественно делятся на разряды (первоначальная киевская, новгородские, псковские и т. д.). Списки одного разряда различаются между собой не только в выражениях, но даже в подборе известий, вследствие чего списки делятся на изводы (редакции). Так, можно сказать: Летопись первоначальная южного извода (список Ипатьевский и с ним сходные), Летопись первоначальная суздальского извода (список Лаврентьевский и с ним сходные).
Летописи велись во многих городах Киевской Руси. Новгородские (харатейный синодальный список XIV века, Софийский) отличаются сжатостью слога. Псковские — живо изображают общественную жизнь, южнорусские — изложены литературным, местами — поэтичным языком.
Летописные своды продолжали составляться в московскую эпоху русской истории (Воскресенская и Никоновская Летопись). Так называемая «царственная книга» касается правления русского царя Ивана Грозного. 
Позднее летописи получают официальный характер и понемногу обращаются частью в разрядные книги, частью в «Сказания» и записки отдельных лиц.
В XVII столетии появились и получили широкое распространение частные летописи. Среди создателей такого рода исторических документов известен земский дьячок Благовещенского погоста на реке Вага Аверкий.
Существуют литовские (древнебелорусские) летописи, летописи Молдавского княжества. «Казацкие летописи» касаются, главным образом, эпохи Богдана Хмельницкого. Летописание велось также в Казахстане (Казахское шежире), Сибири (Бурятские летописи, Сибирские летописи), Башкортостане (Башкирское шежере) и других местах.

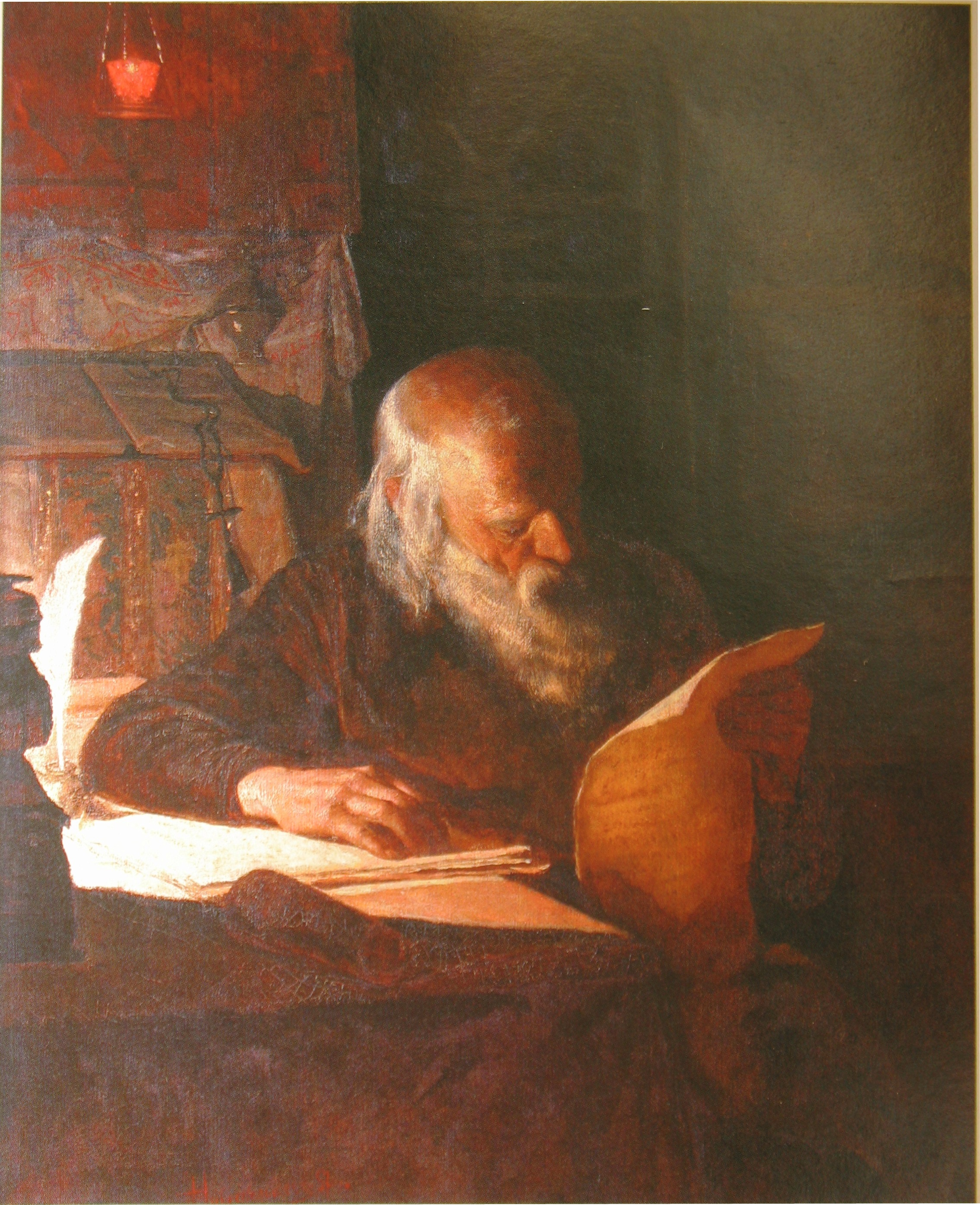
Летописец. 1887